# Liste von Käsesorten nach Herkunftsländern
Nachfolgend eine Übersicht von Käsesorten nach ihrem Herkunftsland:

## Asien

### Indien
- Bandel
- Panir

### Japan
- Sakura cheese (Weichkäse)

### Kirgistan
- Bïshtak (Käse aus Stutenmilch, teils auch Kamelmilch)
- Irmtschuk (Käse aus Ziegen-, Schaf- oder Stutenmilch)

### Mongolei
- Bjaslag (Käse aus Kuh-, Yak- oder Schafmilch, frisch wie auch in Streifen getrocknet)

### Philippinen
- Kesong Puti (Käse aus Wasserbüffel-Milch)

### Russland
siehe unter Europa

### Thailand
- Chiangrai Blauschimmelkäse (Käserei in Nordthailand)
- Chiangrai Halloumi (Käserei in Nordthailand)
- Tomme de Chiangrai (Käserei in Nordthailand)

### Vorderasien
- Ackawi
- Halloumi
- Nabulsi (Kenafa)

#### Georgien
| Herkunftsland | Name Deutsch | Herkunftsbezeichnung | Region     | Milch von:         | Qualität | Typ           |
| ------------- | ------------ | -------------------- | ---------- | ------------------ | -------- | ------------- |
| Georgien      | Sulguni      | სულუგუნი             | Mingrelien | Büffel-Schaf-Ziege |          | Salzlakenkäse |

#### Türkei
| Herkunftsland | Name          |
| ------------- | ------------- |
| Türkei        | Beyaz         |
| Türkei        | Kaşar         |
| Türkei        | Lor           |
| Türkei        | Mihaliç       |
| Türkei        | Omma          |
| Türkei        | Salamura      |
| Türkei        | Tulum         |
| Türkei        | Tulum Peyniri |

#### Zypern
| Herkunftsland | Herkunftsbezeichnung | Region               | Milch von:        | Qualität | Typ                    |
| ------------- | -------------------- | -------------------- | ----------------- | -------- | ---------------------- |
| Zypern        | Anari                | auf der ganzen Insel | Schaf oder Ziege  |          | halbfester Schnittkäse |
| Zypern        | Halloumi             | auf der ganzen Insel | Kuh, Schaf, Ziege |          | halbfester Schnittkäse |
| Zypern        | Kaskavali            |                      | Schaf             |          |                        |

### Volksrepublik China

#### Tibet
- Yak-Käse, (Vollmilchkäse, Rinde mit Steinsalz behandelt)
- Rajya Metok

## Europa

### Albanien
| Herkunftsland | Herkunftsbezeichnung | Region                         | Milch von: | Qualität | Typ           |
| ------------- | -------------------- | ------------------------------ | ---------- | -------- | ------------- |
| Albanien      | Kaçkavall            |                                | Kuh, Schaf |          | Schnittkäse   |
| Albanien      | Sharr/Sharri         | Ostalbanien/Nordwestmazedonien | Kuh, Schaf |          | Salzlakenkäse |
| Albanien      | Gjiza                | Nordalbanisches Bergland       | Kuh, Schaf |          | Kochkäse      |

### Belgien
| Herkunftsland | Herkunftsbezeichnung                                     | Region               | Milch von: | Qualität | Typ         |
| ------------- | -------------------------------------------------------- | -------------------- | ---------- | -------- | ----------- |
| Belgien       | Boulette de Beaumont                                     |                      |            | [ 2 ]    |             |
| Belgien       | Beauvoorde                                               |                      |            |          |             |
| Belgien       | Brusselse Kaas (Fromage de Bruxelles)                    |                      |            |          |             |
| Belgien       | Damme                                                    |                      |            |          |             |
| Belgien       | Fromage de Herve (auch Limburger, Remoudou oder Romadur) | Wallonische Region   | Kuh        | g.g.A.   | Weichkäse   |
| Belgien       | Maredsous                                                | Wallonische Region   | Kuh        |          | Schnittkäse |
| Belgien       | Passendale                                               | Provinz Westflandern | Kuh        |          | Schnittkäse |
| Belgien       | Père Joseph                                              |                      | Kuh        |          | Schnittkäse |
| Belgien       | Postel                                                   |                      |            |          |             |
| Belgien       | Rubens Käse                                              |                      |            |          |             |
| Belgien       | Wijnendale                                               |                      |            |          |             |

### Bulgarien
| Herkunftsland | Name Deutsch            | Herkunftsbezeichnung | Region | Milch von: | Qualität | Typ           |
| ------------- | ----------------------- | -------------------- | ------ | ---------- | -------- | ------------- |
| Bulgarien     | Kaschkawal              | Kaschkawal           |        | Schaf-Kuh  |          | Schnittkäse   |
| Bulgarien     | Bjalo Salamureno Sirene |                      |        | Schaf-Kuh  |          | Salzlakenkäse |

### Dänemark
| Herkunftsland | Herkunftsbezeichnung | Region        | Milch von: | Qualität | Typ                                   |
| ------------- | -------------------- | ------------- | ---------- | -------- | ------------------------------------- |
| Dänemark      | Appetitost           |               |            |          | [ 1 ]                                 |
| Dänemark      | Danablu              |               | Kuh        | g.g.A.   | Blauschimmelkäse                      |
| Dänemark      | Danbo                |               | Kuh        | g.g. A.  | Weichkäse                             |
| Dänemark      | Elbo                 |               |            |          | [ 1 ]                                 |
| Dänemark      | Esrom                | Insel Seeland | Kuh        | g.g.A.   | Halbfester Schnittkäse                |
| Dänemark      | Fynbo                |               |            |          | [ 1 ]                                 |
| Dänemark      | Gislev               |               |            |          |                                       |
| Dänemark      | Havarti              |               | Kuh        | g.g.A    | Halbfester Schnittkäse                |
| Dänemark      | Kjærsgaard           |               |            |          |                                       |
| Dänemark      | Kuminost             |               |            |          |                                       |
| Dänemark      | Maribo               |               |            |          | [ 1 ]                                 |
| Dänemark      | Molbo                |               |            |          |                                       |
| Dänemark      | Mycella              |               |            |          | [ 1 ]                                 |
| Dänemark      | Potkæs               |               | Kuh        |          | Schmierkäse aus geriebenen Käseresten |
| Dänemark      | Rejeost              |               | Kuh        |          | Schmelzkäse mit Krabben               |
| Dänemark      | Runesten             |               |            |          |                                       |
| Dänemark      | Rygeost              |               |            |          | Geräucherte Käsecreme                 |
| Dänemark      | Samsø                | Insel Samsø   | Kuh        |          | Halbfester Schnittkäse                |
| Dänemark      | Svenbo               | Insel Fünen   | Kuh        |          | Hartkäse                              |
| Dänemark      | Troldhede Ask        |               | Kuh        |          | Weiß- und Blauschimmel                |
| Dänemark      | Thybo                |               |            |          | [ 1 ]                                 |

### Deutschland
Es wird angenommen, dass in Deutschland zwischen 300 und 500 verschiedene Käsesorten produziert werden.
| Herkunftsland | Herkunftsbezeichnung                  | Region                   | Milch von:  | Qualität | Typ                      |
| ------------- | ------------------------------------- | ------------------------ | ----------- | -------- | ------------------------ |
| Deutschland   | Allgäuer Bergkäse                     | Baden-Württemberg Bayern | Kuh         | g.U.     | Schnittkäse              |
| Deutschland   | Allgäuer Emmentaler                   | Baden-Württemberg Bayern | Kuh         | g.U.     | Schnittkäse              |
| Deutschland   | Allgäuer Sennalpkäse                  |                          | Kuh         | g.U.     | Hartkäse                 |
| Deutschland   | Altenburger Ziegenkäse                | Thüringen Sachsen        | Kuh / Ziege | g.U.     | Weichkäse                |
| Deutschland   | Bavaria blu                           | Bayern                   | Kuh         |          | Blauschimmelkäse         |
| Deutschland   | Bördespeck                            | Sachsen-Anhalt           |             |          | geräucherter Schnittkäse |
| Deutschland   | Frankfurter Handkäse                  | Hessen                   | Kuh         |          | Sauermilchkäse           |
| Deutschland   | Harzer Käse                           | Niedersachsen            | Kuh         |          | Rotschmierweichkäse      |
| Deutschland   | Hessischer Handkäse                   | Hessen                   | Kuh         | g.g.A.   | Sauermilchkäse           |
| Deutschland   | Grüntenkäse                           | Bayern                   |             |          |                          |
| Deutschland   | Holsteiner Tilsiter                   | Schleswig-Holstein       |             | g.g.A.   |                          |
| Deutschland   | Hüttenkäse                            | Baden-Württemberg Bayern |             |          |                          |
| Deutschland   | Korbkäse                              | Baden-Württemberg        | Kuh         |          |                          |
| Deutschland   | Klützer Gold                          | Mecklenburg-Vorpommern   | Kuh         |          | Rotschmierweichkäse      |
| Deutschland   | Mainzer Käse                          | Hessen Rheinland-Pfalz   | Kuh         |          | Rotschmierweichkäse      |
| Deutschland   | Würchwitzer Milbenkäse oder Mellnkase | Sachsen-Anhalt           | Kuh         |          | Sauermilchkäse           |
| Deutschland   | Nieheimer Käse                        | Nordrhein-Westfalen      | Kuh         | g.g.A.   | je Reife                 |
| Deutschland   | Odenwälder Frühstückskäse             | Hessen                   | Kuh         | g.U.     | Rotschmierweichkäse      |
| Deutschland   | Kochkäse                              | Hessen Bayern            |             |          | Schmelzkäse              |
| Deutschland   | Steinbuscher                          | Schleswig-Holstein       |             |          |                          |
| Deutschland   | (Allgäuer) Weißlacker                 | Bayern                   | Kuh         | g.U.     | Halbfester Schnittkäse   |
| Deutschland   | Sonneborner Weichkäse                 | Thüringen                | Kuh         | g.U.     | Weichkäse                |
| Deutschland   | Wilstermarschkäse                     | Schleswig-Holstein       |             |          |                          |

### Finnland
| Herkunftsland | Herkunftsbezeichnung | Region          | Milch von: | Qualität | Typ              |
| ------------- | -------------------- | --------------- | ---------- | -------- | ---------------- |
| Finnland      | Aura                 | Varsinais-Suomi | Kuh        |          | Blauschimmelkäse |
| Finnland      | Ilves                |                 | Kuh        |          | Frischkäse       |
| Finnland      | Juhla                |                 | Kuh        |          | Schnittkäse      |
| Finnland      | Kartano              |                 | Kuh        |          |                  |
| Finnland      | Korsholm             | Korsholm        | Kuh        |          | Schnittkäse      |
| Finnland      | Kreim                |                 |            |          |                  |
| Finnland      | Leipäjuusto          | Österbotten     | Kuh        |          | Frischkäse       |
| Finnland      | Munajuusto           |                 |            |          |                  |
| Finnland      | Oltermanni           |                 | Kuh        |          |                  |
| Finnland      | Turunmaa             |                 |            |          |                  |

### Frankreich
| Herkunftsland | Herkunftsbezeichnung                   | Region                                                                             | Milch von:    | Qualität | Typ                    |
| ------------- | -------------------------------------- | ---------------------------------------------------------------------------------- | ------------- | -------- | ---------------------- |
| Frankreich    | Abbaye de Tamié                        | Département Savoie                                                                 | Kuh           |          | halbfester Schnittkäse |
| Frankreich    | Abondance                              | Haute-Savoie                                                                       | Kuh           | AOC      | Schnittkäse            |
| Frankreich    | Banon                                  |                                                                                    | Ziege         | AOC      | Weichkäse              |
| Frankreich    | Bargkass                               | Vogesen                                                                            | Kuh           |          |                        |
| Frankreich    | Beaufort                               | Savoyen                                                                            | Kuh           | AOC      | Schnittkäse            |
| Frankreich    | Beaumont                               | Rhône-Alpes                                                                        | Kuh           |          |                        |
| Frankreich    | Bleu Basque                            |                                                                                    |               |          |                        |
| Frankreich    | Bleu d’Auvergne                        | Auvergne, Pyrenäen, Limousin, Languedoc                                            | Kuh           | AOC      | Blauschimmelkäse       |
| Frankreich    | Bleu de Bresse                         | Bresse                                                                             |               |          | Blauschimmelkäse       |
| Frankreich    | Bleu des Causses                       | Midi-Pyrénées, Aveyron                                                             | Kuh           | AOC      | Blauschimmelkäse       |
| Frankreich    | Bleu de Gex                            |                                                                                    | Kuh           | AOC      | Blauschimmelkäse       |
| Frankreich    | Bonde de Gâtine                        |                                                                                    |               |          |                        |
| Frankreich    | Le Bouca                               |                                                                                    | Ziege         |          | Schnittkäse            |
| Frankreich    | Boulette d’Avesnes                     |                                                                                    | Kuh           |          | Schnittkäse            |
| Frankreich    | Ossau-Iraty Brebis-Pyrénées            | Béarn und Baskenland                                                               | Schaf         | AOC      | Schnittkäse            |
| Frankreich    | Breuil auch Cenberona                  | Baskenland                                                                         | Schaf         |          | Molkenkäse             |
| Frankreich    | Brousse du Rove                        | Provence                                                                           | Schaf / Ziege |          | Frischkäse             |
| Frankreich    | Brie de Meaux                          | östliches Pariser Becken                                                           | Kuh           | AOC      | Weichkäse              |
| Frankreich    | Brie de Melun                          | Brie und Départements Aube und Yonne                                               | Kuh           | AOC      | Weichkäse              |
| Frankreich    | Brin d’Amour                           | Korsika                                                                            | Schaf         | AOC      | Weichkäse              |
| Frankreich    | Cantal, Fourme de Cantal oder Cantalet | Auvergne                                                                           | Kuh           | AOC      | Schnittkäse            |
| Frankreich    | Camembert de Normandie                 | Basse-Normandie                                                                    | Kuh           | AOC      | Weichkäse              |
| Frankreich    | Chaource                               | Champagne, Burgund                                                                 | Kuh           | AOC      | Weichkäse              |
| Frankreich    | Chablis (Käse)                         | Chablis                                                                            | Kuh           |          | Weichkäse              |
| Frankreich    | Chevrotin                              | Départements Haute-Savoie und Savoie                                               | Ziege         | AOC      | halbfester Schnittkäse |
| Frankreich    | Coeur Gourmand                         | Périgord                                                                           | Ziege         |          | Frischkäse             |
| Frankreich    | Coeur Poitevin                         | Poitou                                                                             | Ziege         | AOC      | Weichkäse              |
| Frankreich    | Comté                                  | Franche-Comté                                                                      | Kuh           | AOC      | Hartkäse               |
| Frankreich    | Confit d’Époisses                      | Burgund; Champagne-Ardenne                                                         | Kuh           |          | Weichkäse              |
| Frankreich    | Corsu Vecchiu                          | Korsika                                                                            | Schaf         |          |                        |
| Frankreich    | Crottin de Berry à l’Huile d’Olive     |                                                                                    | Ziege         |          |                        |
| Frankreich    | Crottin de Chavignol oder Chavignol    | Cher, Loiret, Nièvre                                                               | Ziege         | AOC      | Weichkäse              |
| Frankreich    | Le Coutances                           | Normandie                                                                          | Kuh           |          | Weichkäse              |
| Frankreich    | Delice de Pommard                      |                                                                                    |               |          |                        |
| Frankreich    | Emmental de Savoie                     | Départments Savoie und Haute-Savoie und Ain                                        | Kuh           | g.g.A.   | Schnittkäse            |
| Frankreich    | Emmental français est-central          | Département Vosges                                                                 | Kuh           | g.g.A.   | Rohmilchkäse           |
| Frankreich    | Époisses                               | Burgund; Champagne-Ardenne                                                         | Kuh           | AOC      | Weichkäse              |
| Frankreich    | Etorki                                 | Baskenland                                                                         | Schaf         |          | Hartkäse               |
| Frankreich    | Feuille du Limousin                    |                                                                                    |               |          |                        |
| Frankreich    | Fiore Corsu                            |                                                                                    |               |          |                        |
| Frankreich    | Fleur du Maquis                        |                                                                                    |               |          |                        |
| Frankreich    | Fromage fort                           |                                                                                    |               |          |                        |
| Frankreich    | Fougerou                               |                                                                                    |               |          |                        |
| Frankreich    | Fourme d’Ambert                        |                                                                                    | Kuh           |          | Blauschimmelkäse       |
| Frankreich    | Fourme de Montbrison                   | Departements Loire und Puy-de-Dôme                                                 | Kuh           |          | Blauschimmelkäse       |
| Frankreich    | Gaperon                                |                                                                                    |               |          |                        |
| Frankreich    | Grès des Vosges                        |                                                                                    |               |          |                        |
| Frankreich    | Greuilh                                |                                                                                    |               |          |                        |
| Frankreich    | Gruyère                                |                                                                                    |               |          | Rohmilchkäse           |
| Frankreich    | L’Ami du Chambertin                    |                                                                                    |               |          |                        |
| Frankreich    | Langres                                |                                                                                    | Kuh           |          | Weichkäse              |
| Frankreich    | Livarot                                |                                                                                    | Kuh           |          | Weichkäse              |
| Frankreich    | Mâconnais                              | Departements Rhône und Saône-et-Loire                                              | Ziege         |          |                        |
| Frankreich    | Mamirolle                              |                                                                                    |               |          |                        |
| Frankreich    | Margotin de Dordogne                   |                                                                                    |               |          |                        |
| Frankreich    | Maroilles oder Marolle                 |                                                                                    | Kuh           |          |                        |
| Frankreich    | Mimolette                              |                                                                                    |               |          |                        |
| Frankreich    | Mont des Cats                          |                                                                                    |               |          |                        |
| Frankreich    | Vacherin du Haut-Doubs oder Mont d’Or  |                                                                                    |               |          |                        |
| Frankreich    | Morbier                                | Départements Ain, Doubs, Jura und Saône-et-Loire                                   | Kuh           |          |                        |
| Frankreich    | Munster oder Munster-Géromé            |                                                                                    | Kuh           |          | Weichkäse              |
| Frankreich    | Neufchâtel                             |                                                                                    | Kuh           |          |                        |
| Frankreich    | Ossau-Iraty Brebis-Pyrénées            |                                                                                    |               |          |                        |
| Frankreich    | Pélardon                               |                                                                                    | Ziege         |          | Weichkäse              |
| Frankreich    | Petit Quercy                           |                                                                                    |               |          |                        |
| Frankreich    | Petit-suisse (Normandie)               |                                                                                    |               |          |                        |
| Frankreich    | Picandou                               |                                                                                    |               |          |                        |
| Frankreich    | Picodon                                | Departments Ardèche, Drôme, Vaucluse und Gard                                      | Ziege         |          |                        |
| Frankreich    | Le Pilota                              |                                                                                    |               |          |                        |
| Frankreich    | Le Pitchou                             |                                                                                    |               |          |                        |
| Frankreich    | Pont-l’Évêque                          |                                                                                    | Kuh           |          | Weichkäse              |
| Frankreich    | Port Salut                             |                                                                                    |               |          |                        |
| Frankreich    | Pouligny Saint-Pierre                  | Département Indre                                                                  | Ziege         |          |                        |
| Frankreich    | Pourly                                 |                                                                                    |               |          |                        |
| Frankreich    | Rocamadour                             |                                                                                    | Ziege         |          |                        |
| Frankreich    | Reblochon oder Reblochon de Savoie     |                                                                                    | Kuh           |          | halbfester Schnittkäse |
| Frankreich    | Rigotte de Condrieu                    | Rhône-Alpes                                                                        | Ziege         |          |                        |
| Frankreich    | Roquefort                              |                                                                                    | Schaf         |          |                        |
| Frankreich    | Saint-Félicien de Lamastre             |                                                                                    |               |          |                        |
| Frankreich    | Saint-Marcellin                        | Département Drôme, Isère und Savoie                                                | Kuh           |          | Weichkäse              |
| Frankreich    | Saint Nectaire                         |                                                                                    | Kuh           | g.g.A.   | halbfester Schnittkäse |
| Frankreich    | Saint-Pancrace                         |                                                                                    |               |          |                        |
| Frankreich    | Salers                                 |                                                                                    |               |          |                        |
| Frankreich    | Sérac                                  |                                                                                    |               |          |                        |
| Frankreich    | Soumaintrain                           |                                                                                    |               |          |                        |
| Frankreich    | Le Templais                            |                                                                                    |               |          |                        |
| Frankreich    | Tome Alpage de la Vanoise              |                                                                                    |               |          |                        |
| Frankreich    | Tome des Bauges                        | Départements Haute-Savoie und Savoie                                               | Kuh           |          |                        |
| Frankreich    | Tomme des Pyrénées                     | Départements Ariège, Hautes-Pyrénées, Pyrénées atlantiques, Haute-Garonne und Aude | Kuh           | g.g.A.   |                        |
| Frankreich    | Tomme de Savoie                        | Départments Savoie und Haute-Savoie und Ain                                        | Kuh           | g.g.A.   |                        |
| Frankreich    | Tomme au Marc de Raisin                |                                                                                    |               |          |                        |
| Frankreich    | Toucy                                  |                                                                                    |               |          |                        |
| Frankreich    | Valençay                               | Départements Cher, Indre, Indre et Loire und Loir et Cher                          | Ziege         |          | Weichkäse              |
| Frankreich    | Vieux-boulogne                         |                                                                                    |               |          |                        |

### Griechenland
| Herkunftsland | Name transkribiert              | Name                            | Region                                                                               | Milch von:                | Qualität | Typ                    |
| ------------- | ------------------------------- | ------------------------------- | ------------------------------------------------------------------------------------ | ------------------------- | -------- | ---------------------- |
| Griechenland  | Anevato                         | Ανεβατό                         |                                                                                      | Schaf oder Ziege          | g.U.     | körniger Weichkäse     |
| Griechenland  | Batzos                          | Μπάτζος                         | Thessalien, West- und Zentralmakedonien                                              | Schaf und/oder Ziege      | g.U.     | Salzlakenkäse          |
| Griechenland  | Chloro                          | Χλωρό (Χλωροτύρι)               | Santorin                                                                             | Schaf und/oder Ziege      |          | Weichkäse              |
| Griechenland  | Feta                            | Φέτα                            | Makedonien, Thrakien, Epiras, Thessalien, Zentralgriechenland, Peloponnes und Lesbos | Schaf, zum Teil mit Ziege | PDO      | Salzlakenkäse          |
| Griechenland  | Formaella Arachovas Parnassou   | Φορμαέλλα Αράχωβας Παρνασσού    | Arachova Pamassou im Kreis Viotia                                                    | Schaf und/oder Ziege      | g.U.     | halbfester Schnittkäse |
| Griechenland  | Galotyri                        | Γαλοτύρι                        | Epirus und Thessalien                                                                |                           | g.U.     | Weichkäse              |
| Griechenland  | Graviera Agrafon                | Γραβιέρα Αγράφων                | Agrafa                                                                               | Schaf, zum Teil mit Ziege | g.U.     | Hartkäse               |
| Griechenland  | Graviera Kritis                 | Γραβιέρα Κρήτης                 | Kreise Chania, Rethymni, Iraklio und Lasithi                                         | Schaf, zum Teil mit Ziege | g.U.     | Hartkäse               |
| Griechenland  | Graviera Naxou                  | Γραβιέρα Νάξου                  | Naxos                                                                                | Schaf / Ziege             | g.U.     | Hartkäse               |
| Griechenland  | Kalathaki Limnou                | Καλαθάκι Λήμνου                 | Limnos                                                                               | Schaf / Ziege             | PDO      | Salzlakenkäse          |
| Griechenland  | Kasseri                         | κασέρι                          | Makedonien, Thessalien und die Nomoi Xanthi und Lesbos                               | Schaf und Ziege           | g.U.     | halbfester Käse        |
| Griechenland  | Katiki Domokou                  | Κατίκι Δομοκού                  | Domokos auf dem Othrys-Hochland                                                      | Ziege zum Teil mit Schaf  | PDO      | Weichkäse              |
| Griechenland  | Kefalograviera                  | Κεφαλογραβιέρα                  | Westmakedonien, Epirus, Ätoloakamania, Kreis Evrytania                               | Schaf, zum Teil mit Ziege | g.U.     | Hartkäse               |
| Griechenland  | Kefalotyri                      | κεφαλοτύρι                      | Kefalonia                                                                            | Schaf / Ziege             |          | Hartkäse               |
| Griechenland  | Kopanisti                       | Κοπανιστή                       |                                                                                      |                           | g.U.     |                        |
| Griechenland  | Ladotyri Mytilinis              | Λαδοτύρι Μυτιλήνης              | Insel Lesbos                                                                         | Schaf / Ziege             | g.U.     | Hartkäse               |
| Griechenland  | Manouri                         | Μάνουρι                         | Larisa                                                                               | Schaf / Ziege             | PDO      | Frischkäse             |
| Griechenland  | Metsovone                       | Μετσοβόνε                       |                                                                                      |                           | g.U.     |                        |
| Griechenland  | Mizithra                        | Μυζίθρα                         | Kreta                                                                                | Ziege                     |          | Weichkäse              |
| Griechenland  | Pichtogalo Chanion              | Πηχτόγαλο Χανίων                |                                                                                      |                           | g.U.     |                        |
| Griechenland  | San Michali                     | Σαν Μιχάλη                      |                                                                                      |                           | g.U.     |                        |
| Griechenland  | Sfela                           | Σφέλα                           |                                                                                      |                           | g.U.     |                        |
| Griechenland  | Xygalo Siteias / Xigalo Siteias | Ξύγαλο Σητείας / Ξίγαλο Σητείας | Eparchie Sitei / Kreta                                                               | Ziege und/oder Schaf      | g.U.     | Weichkäse              |
| Griechenland  | Xynomyzithra Kritis             | Ξυνομυζήθρα Κρήτης              |                                                                                      |                           | g.U.     |                        |

### Kroatien
| Herkunftsland | Name Deutsch          | Herkunftsbezeichnung | Region                 | Milch von:        | Qualität | Typ                       |
| ------------- | --------------------- | -------------------- | ---------------------- | ----------------- | -------- | ------------------------- |
| Kroatien      | Istrischer Schafskäse | Istarski ovčji sir   | Istrien                | Schaf             |          | Schnittkäse               |
| Kroatien      | Likaner Quietschende  | Lički škripavac      | Lika                   | Kuh, Schaf, Ziege |          | Frischkäse                |
| Kroatien      | Pager Käse            | Paški sir            | Insel Pag              | Schaf             |          | Hartkäse                  |
| Kroatien      | Tounjer Käse          | Tounjski sir         | Tounj, Zentralkroatien | Kuh               |          | geräucherter Rohmilchkäse |
| Kroatien      | Turosch               | Turoš                | Međimurje              | Kuh               |          | Hartkäse                  |

### Italien
| Herkunftsland | Herkunftsbezeichnung                   | Region                     | Milch von:                            | Qualität  | Typ                              |
| ------------- | -------------------------------------- | -------------------------- | ------------------------------------- | --------- | -------------------------------- |
| Italien       | Asiago                                 | Venetien                   | Kuh                                   | DOP – PDO | halbfester Schnittkäse, Hartkäse |
| Italien       | Bel Paese                              | Lombardei                  | Kuh                                   |           | halbfester Schnittkäse           |
| Italien       | Bitto                                  | Lombardei                  | Kuh                                   | DOP – PDO | Schnittkäse                      |
| Italien       | Bra                                    | Piemont                    | Kuh+Schaf+Ziege                       | DOP – PDO | Schnittkäse                      |
| Italien       | Burrata di Andria                      | Apulien                    | Kuh                                   | g.g.A.    | Frischkäse, Filata               |
| Italien       | Caciocavallo                           | Süditalien                 | Kuh                                   | PAT       | Schnittkäse Filata               |
| Italien       | Caciocavallo Silano                    | Kalabrien                  | Kuh                                   | DOP – PDO | Schnittkäse                      |
| Italien       | Caciotta marchigiana                   | Marken                     | Kuh                                   | PAT       | Schnittkäse                      |
| Italien       | Canestrato di Moliterno                | Basilikata                 | Schaf und Ziege                       | g.g.A.    | Hartkäse                         |
| Italien       | Canestrato Pugliese                    | Apulien                    | Schaf                                 | DOP – PDO | Hartkäse                         |
| Italien       | Caprino und Caprino al lattice di fico | Marken                     | Ziege                                 | PAT       | halbfester Schnittkäse           |
| Italien       | Casatella Trevigiana                   | Venetien                   | Kuh                                   | DOP – PDO | halbfester Schnittkäse           |
| Italien       | Casciotta d’Urbino                     | Marken                     | Kuh und Schaf                         | DOP – PDO | Schnittkäse                      |
| Italien       | Castelmagno                            | Piemont                    | Kuh, Kuh+Schaf oder Ziege             | DOP – PDO | Schnittkäse                      |
| Italien       | Fiore Sardo                            | Sardinien                  | Schaf                                 | DOP – PDO | Hartkäse                         |
| Italien       | Fontina                                | Aostatal                   | Kuh                                   | DOP – PDO | Schnittkäse                      |
| Italien       | Formai de Mut dell’Alta Val Brembana   | Lombardei                  | Kuh                                   | DOP – PDO | Schnittkäse                      |
| Italien       | Formaggio di Fossa di Sogliano         | Emilia-Romagna, Marken     | Schaf oder Schaf+Kuh                  | DOP – DPO | Hartkäse                         |
| Italien       | Formaggella del Luinese                | Lombardei                  | Ziege                                 | DOP – PDO | Schnittkäse                      |
| Italien       | Gioddu (Joddu)                         | Sardinien                  | Schaf oder Ziege                      |           | Frischkäse                       |
| Italien       | Gorgonzola                             | Lombardei, Piemont         | Kuh                                   | DOP – PDO | Blauschimmelkäse                 |
| Italien       | Grana Padano                           | Po-Ebene                   | Kuh                                   | DOP – PDO | Hartkäse                         |
| Italien       | Mascarpone                             | Lombardei                  | Kuh                                   |           | Frischkäse                       |
| Italien       | Montasio                               | Friaul-Julisch Venetien    | Kuh                                   | DOP – PDO | Schnittkäse                      |
| Italien       | Mozzarella                             | Mittel-/Süditalien         | Kuh                                   | DOP       | Frischkäse, filata               |
| Italien       | Mozzarella di Bufala Campana           | Kampanien                  | Wasserbüffel                          | DOP – PDO | Franchiser, filata               |
| Italien       | Monte Veronese                         | Venetien                   | Kuh                                   | DOP – PDO | Schnittkäse                      |
| Italien       | Murazzano                              | Cuneo                      | Kuh                                   | DOP – PDO | Frischkäse                       |
| Italien       | Nostrano Valtrompia                    | Lombardei                  | Kuh                                   | DOP – PDO | Hartkäse                         |
| Italien       | Parmigiano Reggiano / Parmesan         | Emilia-Romagna             | Kuh                                   | DOP – PDO | Hartkäse                         |
| Italien       | Pecorino Crotonese                     | Kalabrien                  | Schaf                                 | DOP – PDO | Hartkäse                         |
| Italien       | Pecorino marchigiano                   | Marken                     | Schaf                                 | PAT       | Hartkäse                         |
| Italien       | Pecorino Sardo                         | Sardinien                  | Schaf                                 | DOP       | Hartkäse                         |
| Italien       | Pecorino delle Balze Volterrane        | Toskana                    | Schaf                                 | DOP – PDO | Hartkäse                         |
| Italien       | Pecorino di Filiano                    | Basilikata                 | Schaf                                 | DOP – PDO | Hartkäse                         |
| Italien       | Pecorino di Picinisco                  | Latium                     | Schaf                                 | DOP – PDO | Hartkäse                         |
| Italien       | Pecorino Romano                        | Latium                     | Schaf                                 | DOP – PDO | Hartkäse                         |
| Italien       | Pecorino Sardo                         | Sardinien                  | Schaf                                 | DOP – PDO | Hartkäse                         |
| Italien       | Pecorino Siciliano                     | Sizilien                   | Schaf                                 | DOP – PDO | Hartkäse                         |
| Italien       | Pecorino Toscano                       | Toskana                    | Schaf                                 | DOP – PDO | Schnittkäse                      |
| Italien       | Piacentino Ennese                      | Sizilien                   | Schaf                                 | DOP – PDO |                                  |
| Italien       | Piave                                  | Provinz Belluno            | Kuh                                   | DOP – PDO | Hartkäse                         |
| Italien       | Provolone del Monaco                   | Kampanien                  |                                       | DOP – PDO |                                  |
| Italien       | Provolone Valpadana                    | Oberitalien                | Kuh                                   | DOP – PDO | Schnittkäse, filata              |
| Italien       | Puzzone di Moena                       | Trentino-Südtirol          | Kuh                                   | DOP – PDO | Schnittkäse                      |
| Italien       | Quagliata oder Prescinsêua             | Ligurien                   | Kuh                                   | PAT       | Frischkäse                       |
| Italien       | Quartirolo Lombardo                    | Lombardei                  | Kuh                                   | DOP – PDO | Weichkäse                        |
| Italien       | Ragusano                               | Ragusa, Syrakus            | Kuh                                   | DOP – PDO | Schnittkäse                      |
| Italien       | Raschera                               | Cuneo                      | Kuh                                   | DOP – PDO | Schnittkäse                      |
| Italien       | Ricotta                                | ganz Italien               | Schaf oder Kuh                        |           | Frischkäse                       |
| Italien       | Robiola di Roccaverano                 | WestPiemont                | Kuh+Ziege oder Schaf                  | DOP – PDO | Frischkäse                       |
| Italien       | Rocchetta                              | Bosia                      | Kuh und Schaf                         |           | Weichkäse                        |
| Italien       | Roccolo Valtaleggio                    | Lombardei                  | Kuh                                   | -         | Schnittkäse                      |
| Italien       | Scamorza                               | Mittel-/Süditalien         | Kuh                                   |           | Schnittkäse                      |
| Italien       | Salva Cremasco                         | südliche Lombardei         | Kuh                                   | DOP – PDO |                                  |
| Italien       | Silter                                 | nördliche Lombardei        | Kuh                                   | DOP – PDO |                                  |
| Italien       | Spressa delle Giudicarie               | Trentino-Südtirol          |                                       | DOP – PDO |                                  |
| Italien       | Squacquerone di Romagna                | Emilia-Romagna             | Kuh                                   | DOP – PDO |                                  |
| Italien       | Stilfser oder Stelvio                  | Südtirol                   | Kuh                                   | DOP – PDO | Schnittkäse                      |
| Italien       | Strachitunt                            | Lombardei                  | Kuh                                   | DOP – PDO |                                  |
| Italien       | Stracciatella di bufala                | Foggia (Apulien)           | Wasserbüffel                          |           | Weichkäse                        |
| Italien       | Taleggio                               | Lombardei Piemont Venetien | Kuh                                   | DOP – PDO | Rotschmierweichkäse              |
| Italien       | Testun al Barolo                       | Piemont                    | Kuh+Schaf, Kuh+Ziege oder Schaf+Ziege |           | Hartkäse                         |
| Italien       | Toma Piemontese                        | Piemont                    | Kuh                                   | DOP – PDO | Weichkäse                        |
| Italien       | Valle d’Aosta Fromadzo                 | Aostatal                   | Kuh                                   | DOP – PDO | Schnittkäse                      |
| Italien       | Valtellina Casera                      | Sondrio (Lombardei)        | Kuh                                   | DOP – PDO | Schnittkäse                      |
| Italien       | Vastedda della valle del Belìce        | Sizilien                   | Schaf                                 | DOP – PDO |                                  |
| Italien       | Casu Marzu                             | Sardinien                  | Schaf                                 | PAT       | Hartkäse                         |
| Italien       | Axridda                                | Sardinien                  | Schaf+Ziege                           | PAT       | Hartkäse                         |

### Irland
| Herkunftsland | Herkunftsbezeichnung   | Region               | Milch von: | Qualität | Typ                    |
| ------------- | ---------------------- | -------------------- | ---------- | -------- | ---------------------- |
| Irland        | Abbey Blue             |                      |            |          | Blauschimmelkäse       |
| Irland        | Ardrahan               | County Cork          | Kuh        |          | Rotschmierweichkäse    |
| Irland        | Boilie                 | County Cavan         | Ziege      |          | Weichkäse              |
| Irland        | Cúil Aodha oder Coolea | Coolea – County Cork | Kuh        |          | Schnittkäse            |
| Irland        | Cooleeney Cheese       | County Tipperary     | Kuh        |          | Weißschimmelkäse       |
| Irland        | Croghan                | County Wexford       | Ziege      |          | Je Reife               |
| Irland        | Cashel Blue            | County Tipperary     | Kuh        |          | Blauschimmelkäse       |
| Irland        | Desmond                | County Cork          | Kuh        |          | Hartkäse               |
| Irland        | Dubliner               | County Cork          | Kuh        |          | Hartkäse               |
| Irland        | Durrus                 | County Cork          | Kuh        |          | Schnittkäse            |
| Irland        | Gabriel                | County Cork          | Kuh        |          | Hartkäse               |
| Irland        | Gubbeen                | County Cork          | Kuh        |          | Hartkäse               |
| Irland        | Imokilly Regato        |                      |            | g.U.     |                        |
| Irland        | Milleens               | County Cork          | Kuh        |          | Hartkäse               |
| Irland        | Orla                   | County Cork          | Schaf      |          | halbfester Schnittkäse |
| Irland        | St. Tola               | County Clare         | Ziege      |          | je Reife               |

### Litauen
| Herkunftsland | Herkunftsbezeichnung      | Region | Milch von: | Qualität | Typ |
| ------------- | ------------------------- | ------ | ---------- | -------- | --- |
| Litauen       | Liliputas                 |        |            | g.g.A.   |     |
| Litauen       | Lietuviškas varškės sūris |        |            | g.g.A.   |     |

### Luxemburg
| Herkunftsland | Herkunftsbezeichnung | Region | Milch von: | Qualität | Typ      |
| ------------- | -------------------- | ------ | ---------- | -------- | -------- |
| Luxemburg     | Kachkéis             |        | Kuh        |          | Kochkäse |

### Malta
| Herkunftsland | Herkunftsbezeichnung | Region              | Milch von: | Qualität | Typ |
| ------------- | -------------------- | ------------------- | ---------- | -------- | --- |
| Malta         | Gbejna               | vorwiegend von Gozo | Ziegen     |          |     |

### Niederlande
Siehe auch Niederländische Lebensmittel mit geschützter Ursprungsbezeichnung
Weitere Käsesorten ohne geschützten Ursprung:
| Herkunftsland | Herkunftsbezeichnung                                  | Region | Milch von: | Qualität | Typ         |
| ------------- | ----------------------------------------------------- | ------ | ---------- | -------- | ----------- |
| Niederlande   | Commissiekaas (Holländischer Mimolette)               |        |            |          |             |
| Niederlande   | Edamer                                                |        |            |          |             |
| Niederlande   | Favorel                                               |        |            |          |             |
| Niederlande   | Frison                                                |        |            |          |             |
| Niederlande   | Gouda                                                 |        | Kuh        |          | Hartkäse    |
| Niederlande   | Kernhem                                               |        | Kuh        |          |             |
| Niederlande   | Leerdammer, Maasdamer, Gouwetaler, Westberg, Bergumer |        | Kuh        |          | Schnittkäse |
| Niederlande   | Leidse Boerenkaas                                     |        |            |          |             |
| Niederlande   | Leidse Kaas                                           |        |            |          |             |
| Niederlande   | Meshanger                                             |        |            |          |             |
| Niederlande   | Friesischer Nagelkaas                                 |        |            |          |             |
| Niederlande   | Natte Rabbinale                                       |        |            |          |             |

### Norwegen
| Herkunftsland | Herkunftsbezeichnung | Region | Milch von:                    | Qualität | Typ                    |
| ------------- | -------------------- | ------ | ----------------------------- | -------- | ---------------------- |
| Norwegen      | Brunost              |        |                               |          |                        |
| Norwegen      | Ekte Geitost         |        | Ziegenmilch                   |          |                        |
| Norwegen      | Fløtemysost          |        |                               |          |                        |
| Norwegen      | Gamalost             |        |                               |          |                        |
| Norwegen      | Gomost               |        |                               |          |                        |
| Norwegen      | Gudbrandsdalsost     |        |                               |          |                        |
| Norwegen      | Jarlsberg            |        | Kuhmilch                      |          | Schnittkäse            |
| Norwegen      | Kvitost              |        |                               |          |                        |
| Norwegen      | Nökkelost            |        |                               |          | [ 53 ]                 |
| Norwegen      | Norbo                |        |                               |          |                        |
| Norwegen      | Norvegia             |        | Kuhmilch                      |          | Schnittkäse            |
| Norwegen      | Prim                 |        |                               |          |                        |
| Norwegen      | Pultost              |        |                               |          |                        |
| Norwegen      | Ridder (Käse)        |        | Kuhmilch                      |          | Halbfester Schnittkäse |
| Norwegen      | Snøfrisk             |        | 80 % Ziegenmilch und Kuhsahne |          |                        |
| Norwegen      | Taffelost            |        |                               |          |                        |
| Norwegen      | Trönder              |        |                               |          |                        |

### Österreich
Weitere Käsesorten ohne geschützten Ursprung
| Herkunftsland | Herkunftsbezeichnung                                                 | Region                            | Milch von: | Qualität | Typ                              |
| ------------- | -------------------------------------------------------------------- | --------------------------------- | ---------- | -------- | -------------------------------- |
| Österreich    | 2 Mönche                                                             | Stift Schlierbach, Oberösterreich |            |          |                                  |
| Österreich    | Abgekochter (Kochkäse)                                               | Oberösterreich                    |            |          |                                  |
| Österreich    | Affineur Kracher Grand Cru                                           |                                   |            |          |                                  |
| Österreich    | Bachensteiner                                                        | Vorarlberg                        |            |          |                                  |
| Österreich    | Bojar                                                                |                                   |            |          | Frischkäse                       |
| Österreich    | Dachsteiner                                                          | Steiermark                        | Kuh        |          |                                  |
| Österreich    | Glundner Käse                                                        | Kärnten                           |            |          |                                  |
| Österreich    | Graf Görz                                                            | Tirol                             |            |          |                                  |
| Österreich    | Innviertler Abgereifter oder Ab`greifter (bei Slow Food registriert) |                                   |            |          |                                  |
| Österreich    | Mondseer                                                             |                                   |            |          |                                  |
| Österreich    | Montafoner Sauerkäse                                                 | Vorarlberg                        |            |          |                                  |
| Österreich    | Räßkäse                                                              | Vorarlberg                        |            |          |                                  |
| Österreich    | Rheintaler                                                           | Vorarlberg                        |            |          |                                  |
| Österreich    | Roter Mönch mit Birne                                                | Stift Schlierbach, Oberösterreich |            |          |                                  |
| Österreich    | Rotes Schaf                                                          |                                   |            |          |                                  |
| Österreich    | Selchkas                                                             |                                   |            |          | geräucherte Käse                 |
| Österreich    | Schlierbacher Schlosskäse auch Schlierbacher Klosterkäse             |                                   |            |          |                                  |
| Österreich    | Schoten, auch (Gailtaler) Almschoten                                 |                                   |            |          | Molkenkäse, natur und geräuchert |
| Österreich    | Staazer                                                              | Salzburg                          | Kuh        |          |                                  |
| Österreich    | St. Severin                                                          | Stift Schlierbach, Oberösterreich |            |          |                                  |
| Österreich    | Steirerkäse                                                          |                                   |            |          |                                  |

### Polen
| Herkunftsland | Name Deutsch | Herkunftsbezeichnung     | Region            | Milch von:                | Qualität | Typ                    |
| ------------- | ------------ | ------------------------ | ----------------- | ------------------------- | -------- | ---------------------- |
| Polen         | Brimsen      | Bryndza Podhalańska      |                   |                           | g.U.     |                        |
| Polen         |              | Olsztynski               | Powiat Olsztyński |                           |          |                        |
| Polen         |              | Oscypki oder Oscypek     | Zakopane          | Schaf                     | g.U.     | Hartkäse               |
| Polen         | Podhalaner   | Podhalanski              |                   | Kuh                       |          | halbfester Schnittkäse |
| Polen         |              | Redykołka                | Podhale           | Schaf mit bis zu 40 % Kuh | g.U.     | Schnittkäse            |
| Polen         |              | Trapistaw                |                   |                           |          |                        |
| Polen         | Tilsiter     | Tylżycki                 |                   | Kuh                       |          | Schnittkäse            |
| Polen         |              | Ser koryciński swojski   | Podlachien        | Kuh                       | g.g.A.   | Rohmilchkäse           |
| Polen         |              | Wielkopolski ser smażony | Großpolen         | Kuh                       | g.g.A.   | gebratener Käse        |

### Rumänien
| Herkunftsland | Name Deutsch | Herkunftsbezeichnung | Region       | Milch von: | Qualität                            | Typ |
| ------------- | ------------ | -------------------- | ------------ | ---------- | ----------------------------------- | --- |
| Rumänien      |              | Brânză de burduf     | Siebenbürgen | Schaf      | fermentierter SauerteigKäse         |     |
| Rumänien      |              | Caş                  |              |            | ungereifter schnittfester Käse      |     |
| Rumänien      | Kaschkawal   | Caşcaval             |              | Schaf      | Schnittkäse                         |     |
| Rumänien      |              | Telemea              |              | Schaf      | PDO Weißkäse in Salzlake (wie Feta) |     |
| Rumänien      |              | Urdă                 |              |            | Zieger/Molkekäse (wie Ricotta)      |     |

### Russland
| Herkunftsland | Herkunftsbezeichnung | Region | Milch von: | Qualität | Typ |
| ------------- | -------------------- | ------ | ---------- | -------- | --- |
| Russland      | Rossijski            |        |            |          |     |
| Russland      | Kostromskoja         |        |            |          |     |

### Schweden
| Herkunftsland | Herkunftsbezeichnung | Region  | Milch von: | Qualität | Typ |
| ------------- | -------------------- | ------- | ---------- | -------- | --- |
| Schweden      | Billinge             |         |            |          |     |
| Schweden      | Blå Gotland          |         |            |          |     |
| Schweden      | Drabant              |         |            |          |     |
| Schweden      | Grevé                | Småland | Kuh        |          |     |
| Schweden      | Gräddost             |         | Kuh        |          |     |
| Schweden      | Herrgårdsost         |         |            |          |     |
| Schweden      | Hushållsost          |         |            |          |     |
| Schweden      | Kaggost              |         |            |          |     |
| Schweden      | Kvibille Cheddar     |         |            |          |     |
| Schweden      | Kvibille Gräddädel   |         |            |          |     |
| Schweden      | Kryddost             |         |            |          |     |
| Schweden      | Prästost             |         |            |          |     |
| Schweden      | Raketost             |         |            |          |     |
| Schweden      | Riddarost            |         |            |          |     |
| Schweden      | Räkost               |         |            |          |     |
| Schweden      | Stureost             |         |            |          |     |
| Schweden      | Svecia               |         |            | g.g.A.   |     |
| Schweden      | Västerbottensost     |         |            |          |     |
| Schweden      | Wästgöta Kloster     |         |            |          |     |

### Schweiz
Siehe auch: Liste von Käsesorten aus der Schweiz, Schweizer Lebensmittel mit geschütztem Ursprung
Weitere Käsesorten ohne geschützten Ursprung
| Herkunftsland | Herkunftsbezeichnung          | Region           | Milch von:  | Typ           |
| ------------- | ----------------------------- | ---------------- | ----------- | ------------- |
| Schweiz       | Alpkäse                       |                  |             |               |
| Schweiz       | Appenzeller                   | Appenzell        | Kuhrohmilch |               |
| Schweiz       | Berner Alpkäse                | Bern             | Kuhrohmilch |               |
| Schweiz       | Bratchäs                      |                  |             |               |
| Schweiz       | Capreggio                     |                  |             |               |
| Schweiz       | Chevré                        |                  |             |               |
| Schweiz       | Comté (Jura)                  | Jura             | Kuhrohmilch | Hartkäse      |
| Schweiz       | Couronne                      | Zentralschweiz   |             |               |
| Schweiz       | Emmentaler                    |                  | Kuhrohmilch | Hartkäse      |
| Schweiz       | L’Etivaz                      |                  |             |               |
| Schweiz       | Girenbader Chöpfli            | Zürcher Oberland |             |               |
| Schweiz       | Glarner Schabziger            |                  |             |               |
| Schweiz       | Grottino                      |                  |             |               |
| Schweiz       | Gruyère                       | Westschweiz      | Kuhrohmilch | Hartkäse      |
| Schweiz       | Hobelkäse                     | Berner Oberland  |             |               |
| Schweiz       | Hüttenkäse                    |                  |             |               |
| Schweiz       | Mühlibach                     |                  |             |               |
| Schweiz       | Raclette                      |                  |             |               |
| Schweiz       | Rasskäse                      |                  |             |               |
| Schweiz       | Sbrinz                        | Zentralschweiz   | Kuhrohmilch | Extrahartkäse |
| Schweiz       | Schabziger/Sap Sago           |                  |             |               |
| Schweiz       | Sérac                         |                  |             |               |
| Schweiz       | Tilsiter                      |                  |             | Halbhartkäse  |
| Schweiz       | Tomme Vaudoise                |                  |             |               |
| Schweiz       | Trifolait (Wallis)            |                  |             |               |
| Schweiz       | Vacherin Mont-d’Or            |                  |             |               |
| Schweiz       | Walliser Raclette Hobelkäse   |                  |             |               |
| Schweiz       | Walliser Raclette Schnittkäse |                  |             |               |
| Schweiz       | Ziger                         |                  |             |               |
| Schweiz       | Zincarlin, Muggiotalkäse      | Tessin           | Kuhrohmilch | Halbhartkäse  |

### Serbien
| Herkunftsland | Herkunftsbezeichnung | Region | Milch von:        | Qualität | Typ |
| ------------- | -------------------- | ------ | ----------------- | -------- | --- |
| Serbien       | Pule                 |        | Esel (Balkanesel) |          |     |

### Slowakei
| Herkunftsland | Herkunftsbezeichnung | Region   | Milch von:      | Qualität | Typ        |
| ------------- | -------------------- | -------- | --------------- | -------- | ---------- |
| Slowakei      | Brimsen (Bryndza)    |          | Schaf           |          | Frischkäse |
| Slowakei      | Oštiepok             |          | Schaf           |          | Hartkäse   |
| Slowakei      | Parenica             | Pohronie | Ziege           |          | Kochkäse   |
| Slowakei      | Korbáčik             | Arwa     | Schaf und Ziege |          | Kochkäse   |

### Spanien
Weitere Käsesorten ohne geschützte Ursprungsbezeichnung:
| Herkunftsland | Herkunftsbezeichnung       | Region                              | Milch von:          | Qualität | Typ         |
| ------------- | -------------------------- | ----------------------------------- | ------------------- | -------- | ----------- |
| Spanien       | Gallego                    |                                     |                     |          |             |
| Spanien       | Garbotxa                   | Murcia – Granada                    |                     |          |             |
| Spanien       | Ibérico                    | La Mancha                           | Schaf – Kuh – Ziege |          | Schnittkäse |
| Spanien       | Mató                       | Katalonien                          |                     |          |             |
| Spanien       | Queso Cueva de Llonín      | Asturien Peñamellera Alta           | Kuh                 |          |             |
| Spanien       | Queso de Cantabria         | Kantabrien                          |                     |          |             |
| Spanien       | Queso Cuevas del Mar       | Asturien Llanes                     | Schaf               |          | Schnittkäse |
| Spanien       | Queso de Abredo            | Asturien Coaña                      | Kuh                 |          |             |
| Spanien       | Queso de Afuega’l pitu     | Asturien                            | Kuh                 |          |             |
| Spanien       | Queso de Arangas           | Asturien Cabrales                   | Schaf + Ziege       |          |             |
| Spanien       | Queso de Burgos            | Kastilien und León                  | Schaf               |          | Frischkäse  |
| Spanien       | Queso de Canal de Ciercos  | Asturien Peñamellera Baja           | Kuh                 |          |             |
| Spanien       | Queso de Caxigón           | Asturien Cabrales                   | Kuh                 |          |             |
| Spanien       | Queso de Collada           | Asturien Amieva                     | Schaf – Kuh         |          |             |
| Spanien       | Queso de El Boxu           | Asturien Soto de Cangas de Onís     | Schaf               |          |             |
| Spanien       | Queso de El Carballo       | Asturien Taramundi                  | Kuh                 |          | Schnittkäse |
| Spanien       | Queso de Fuente            | Asturien Proaza                     | Kuh                 |          |             |
| Spanien       | Queso de Gamonedo          | Asturien Cangas de Onís             | Schaf + Ziege       |          |             |
| Spanien       | Queso de Jalón             | Asturien Cangas del Narcea          | Ziege               |          |             |
| Spanien       | Queso de La Chivita        | Asturien Peñamellera Baja           | Schaf – Kuh         |          |             |
| Spanien       | Queso de La Peña           | Asturien San Martín del Rey Aurelio | Schaf               |          |             |
| Spanien       | Queso de Madelva           | Asturien Piloña                     | Schaf + Ziege       |          |             |
| Spanien       | Queso de Oscos             | Asturien Grandas de Salime          | Kuh                 |          |             |
| Spanien       | Queso de Ovín              | Asturien Nava                       | Ziege und Schaf     |          |             |
| Spanien       | Queso de Peña Tú           | Asturien Llanes                     | Schaf               |          |             |
| Spanien       | Queso de Peñamellera       | Asturien Peñamellera Alta           | Schaf + Ziege       |          |             |
| Spanien       | Queso de Piedra            | Asturien Llanes                     | Kuh                 |          |             |
| Spanien       | Queso de Porrúa            | Asturien Llanes                     | Ziege               |          | Schnittkäse |
| Spanien       | Queso de Pría              | Asturien Llanes                     | Schaf + Ziege       |          | Schnittkäse |
| Spanien       | Queso de Rozagás           | Asturien Peñamellera Alta           | Schaf + Ziege       |          |             |
| Spanien       | Queso de Urbiés            | Asturien Mieres                     | Kuh                 |          |             |
| Spanien       | Queso de Vidiago           | Asturien Llanes                     | Schaf + Ziege       |          |             |
| Spanien       | Queso de Xenestoso         | Asturien Cangas del Narcea          | Kuh                 |          |             |
| Spanien       | Queso del Valle del Narcea | Asturien Salas                      | Kuh                 |          |             |
| Spanien       | Queso Los Carriles         | Asturien Llanes                     | Kuh                 |          |             |
| Spanien       | Queso Miranda              | Asturien Avilés                     | Kuh                 |          |             |
| Spanien       | Queso Monje                | Asturien Panes                      | Kuh                 |          |             |
| Spanien       | Queso Oveyeru              | Asturien Amieva                     | Ziege               |          |             |
| Spanien       | Queso de La Peral          | Asturien Illas                      | Kuh und Schaf       |          |             |
| Spanien       | Queso San Simón da Costa   | Galicien                            | Kuh                 | DOP      | Weichkäse   |
| Spanien       | Queso Varé                 | Asturien Siero                      | Schaf               |          |             |
| Spanien       | Serrat                     | Pallars Katalonien                  |                     |          |             |
| Spanien       | Tupí                       | Katalonien                          |                     |          |             |

### Tschechien
| Herkunftsland | Name Deutsch     | Herkunftsbezeichnung | Region | Milch von: | Qualität | Typ              |
| ------------- | ---------------- | -------------------- | ------ | ---------- | -------- | ---------------- |
| Tschechien    | Niva             |                      |        | Kuh        |          | Blauschimmelkäse |
| Tschechien    | Olmützer Quargel | Olomoucký tvarůžek   | Olmütz | Kuh        |          | Rotschmierkäse   |

### Türkei
siehe unter Asien

### Ungarn
| Herkunftsland | Herkunftsbezeichnung       | Region | Milch von: | Qualität | Typ |
| ------------- | -------------------------- | ------ | ---------- | -------- | --- |
| Ungarn        | Damen                      |        |            |          |     |
| Ungarn        | Harracher                  |        |            |          |     |
| Ungarn        | Kaschkawal                 |        |            |          |     |
| Ungarn        | Kremstaler                 |        |            |          |     |
| Ungarn        | Kummel                     |        |            |          |     |
| Ungarn        | Kvargli (Olmützer Quargel) |        |            |          |     |
| Ungarn        | Liptói (Liptauer)          |        |            |          |     |
| Ungarn        | Mackó                      |        |            |          |     |
| Ungarn        | Óvári (Óvárer Käse)        |        |            |          |     |
| Ungarn        | Pannonia (Emmentaler)      |        |            |          |     |
| Ungarn        | Schwarzenberger            |        |            |          |     |
| Ungarn        | Trappista (Trappistenkäse) |        |            |          |     |
| Ungarn        | Medve                      |        |            |          |     |
| Ungarn        | Karaván                    |        |            |          |     |

### Vereinigtes Königreich
| Herkunftsland          | Herkunftsbezeichnung                      | Region          | Milch von: | Qualität | Typ                    |
| ---------------------- | ----------------------------------------- | --------------- | ---------- | -------- | ---------------------- |
| Vereinigtes Königreich | Beacon Fell traditional Lancashire cheese |                 |            | g.U.     |                        |
| Vereinigtes Königreich | Bonchester                                | Schottland      | Kuh        | g.U.     | Weichkäse              |
| Vereinigtes Königreich | Buxton blue                               |                 |            | g.U.     |                        |
| Vereinigtes Königreich | Cheddar                                   | Somerset        | Kuh        |          | Schnittkäse            |
| Vereinigtes Königreich | Chester (Cheshire)                        | Cheshire        | Kuh        |          | Schnittkäse            |
| Vereinigtes Königreich | Colwick Cheese                            | Nottingham      | Kuh        |          | Frischkäse             |
| Vereinigtes Königreich | Dorset Blue Cheese                        |                 |            | g.g.A.   |                        |
| Vereinigtes Königreich | Dovedale cheese                           |                 |            | g.U.     |                        |
| Vereinigtes Königreich | Ducketts Caerphilly                       | Wales           | Kuh        |          | Schnittkäse            |
| Vereinigtes Königreich | Exmoor Blue Cheese                        |                 |            | g.g.A.   |                        |
| Vereinigtes Königreich | Double Gloucester                         | Gloucestershire | Kuh        |          | halbfester Schnittkäse |
| Vereinigtes Königreich | Kirkham’s Lancashire                      |                 |            |          |                        |
| Vereinigtes Königreich | Llanglofflan                              |                 |            |          |                        |
| Vereinigtes Königreich | Mrs. Seater’s Orkney                      |                 |            |          |                        |
| Vereinigtes Königreich | Orkney Scottish Island Cheddar            |                 |            | g.g.A.   |                        |
| Vereinigtes Königreich | Red Leicester                             | England         | Kuh        |          | Schnittkäse            |
| Vereinigtes Königreich | Sage Derby                                |                 | Kuh        |          | Schnittkäse            |
| Vereinigtes Königreich | Single Gloucester                         |                 |            | g.U.     |                        |
| Vereinigtes Königreich | Spenwood                                  |                 | Schaf      |          | Hartkäse               |
| Vereinigtes Königreich | Staffordshire Cheese                      |                 |            | g.U.     |                        |
| Vereinigtes Königreich | Stilton / White Stilton cheese            | Cambridgeshire  | Kuh        |          | Blauschimmelkäse       |
| Vereinigtes Königreich | Stinking Bishop (Stinkender Bischof)      | Gloucestershire | Kuh        |          | halbfester Schnittkäse |
| Vereinigtes Königreich | Swaledale cheese                          |                 |            | g.U.     |                        |
| Vereinigtes Königreich | Swaledale ewes´ cheese                    |                 |            | g.U.     |                        |
| Vereinigtes Königreich | Teifi                                     | Wales           | Kuh        |          | Schnittkäse            |
| Vereinigtes Königreich | Teviotdale Cheese                         |                 |            | g.g.A.   |                        |
| Vereinigtes Königreich | Traditional Ayrshire Dunlop               |                 |            | g.g.A.   |                        |
| Vereinigtes Königreich | West Country farmhouse Cheddar cheese     |                 |            | g.U.     |                        |
| Vereinigtes Königreich | Wigmore                                   | Berkshire       | Schaf      |          | halbfester Schnittkäse |
| Vereinigtes Königreich | Yorkshire Wensleydale                     | Yorkshire Dales | Kuh        | g.g.A.   | Hartkäse               |

## Nordamerika

### Kanada
- Oka
- Cheddar

### Mexiko
- Anejo
- Asadero
- Chihuahua
- Chontaleño (Chontaleño Ahumado: geräuchert)
- Cotija
- Enchilado
- Oaxaca oder „Quesillo“
- Panela (Käse)
- Queso Blanco
- Queso Criollo
- Queso Fresco
- Requesón

### USA
- American (Käse)
- Brick
- Cheez Whiz (Käsecreme im Glas)
- Colby
- Cottage
- Haystack Peak (Ziegenkäse)
- Maytag Blue
- Monterey Jack
- Philadelphia
- Pinconning
- Red Hawk
- Quillisascut Goat Cheese (handgefertigter Ziegenkäse)
- String Cheese
- Velveeta (Streichkäse)
- Washington Valley Swiss

## Südamerika

### Brasilien
- Minas Frescal-Käse (Queijo Minas Frescal)
- Requeijão
- Catupiri

### Peru
- Peruvian Queso Andino
- Peruvian Queso Fresco

## Australien und Ozeanien

### Australien
- Watsonia
- Bega Brown Wax
- Pyengana Cloth Cheddar
- Farmers Union Vintage
- South Cape Vintage
- Gippsland Blue
- Tarrawingee Washed Rind
- Mungabareena Washed Rind
- Top Paddock Washed Rind
- Top Paddock Wine Washed
- Jindi Triple Cream
- Jumbunna Siehe: Stilton

#### Tasmanien
- King Island Black Wax Matured
- King Island Surprise Bay
- King Island Admiralty
- King Island Brass Strait
- Roaring Forties Blue

### Neuseeland
- Epicure
- Mainland Cheese (Tasty, Vintage, Smoked oder Superior)

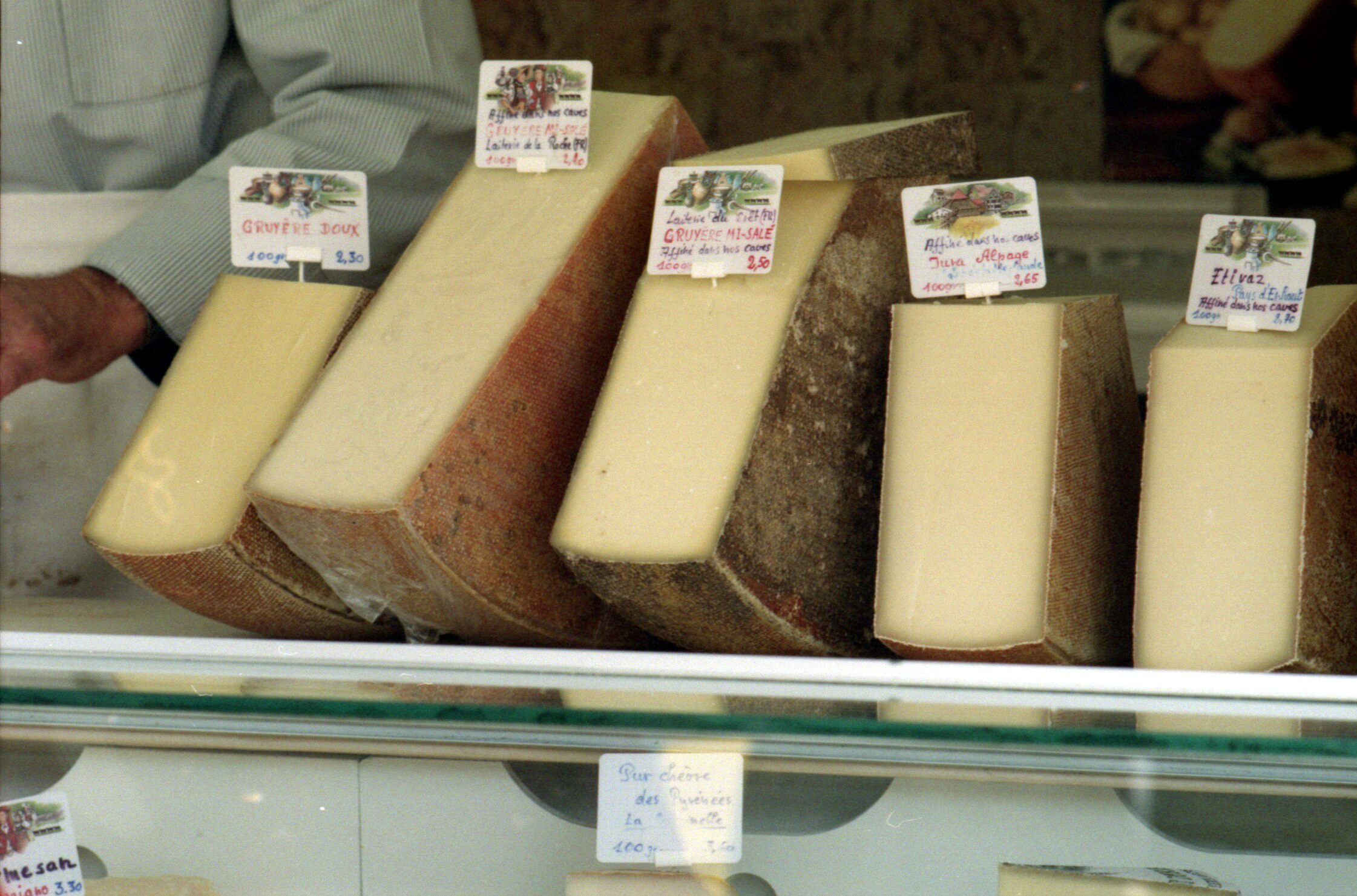
Käsetheke

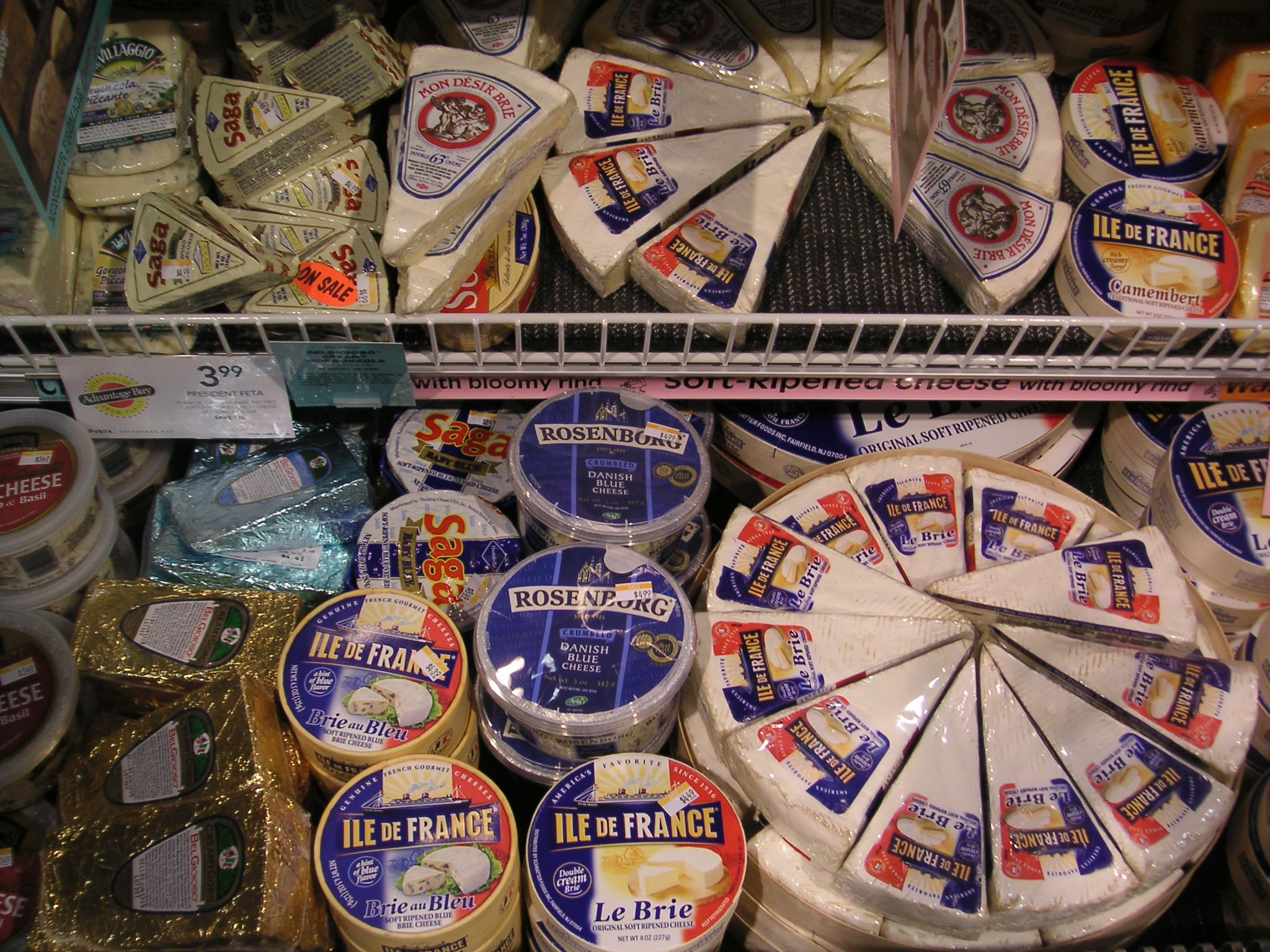
Verschiedene Sorten Brie in der Kühltheke

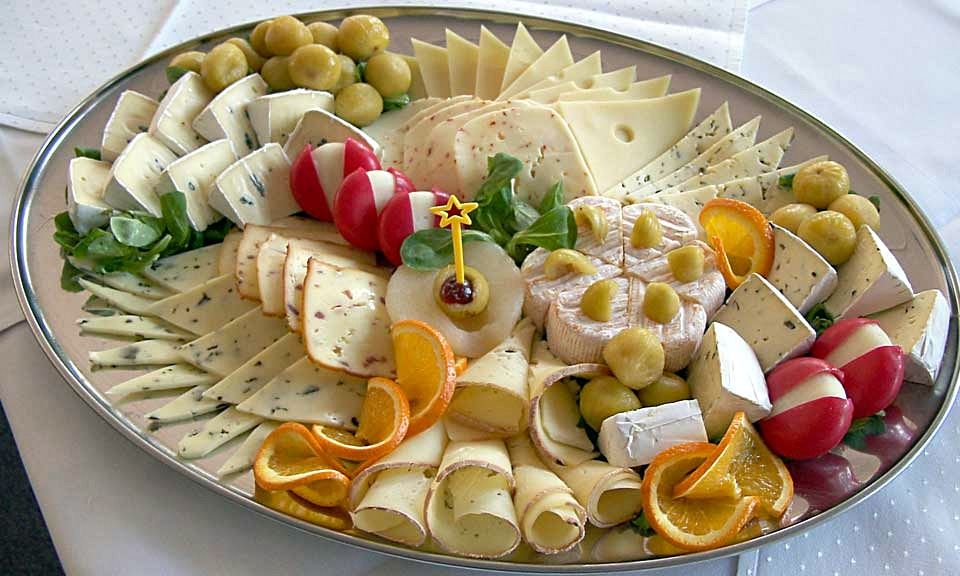
Käseplatte

- Stirling Colby
- Swiss Cheese